# Valérie Nataf (actrice)
Pour les articles homonymes, voir Nataf et Valérie Nataf.
Valérie Nataf née le 25 août 1986 à Sèvres est une actrice française.

## Biographie
Valérie Nataf, fille de parents ingénieurs, a grandi en banlieue parisienne où elle suit des cours de théâtre pendant plusieurs années.
Passionnée de cinéma et d’histoire, elle se lance après un bac E.S., dans des études cinématographiques et théâtrales. En parallèle, elle fait ses armes en tant qu’actrice dans de nombreux courts métrages, ou encore dans la série télévisée de Jon Carnoy Ben et Thomas (France 4, France 2) en 2008.
Mais c’est en 2010 qu’elle se fait enfin remarquer, à la suite d'une longue et fastidieuse audition, par la réalisatrice Isild Le Besco qui lui confie le rôle principal de son long métrage Bas-fonds. Ce film, inspiré d’un fait divers, suscite la polémique dans la presse, ainsi que dans de nombreux festivals, dont le Festival de Locarno. Il restera plus de 6 mois à l’affiche, alimenté régulièrement par de nombreux débats avec les spectateurs, animés par la réalisatrice et son actrice.
Riche de cette expérience, Valérie Nataf continue les tournages avec notamment la série télévisée d’époque de Didier Le Pêcheur La Commanderie (France 3) en 2010, le téléfilm de Jacques Santamaria Mongeville, La nuit des loups (France 3) en 2013, ou encore le long métrage de Marc Fitoussi La Ritournelle en 2014.

## Filmographie

### Cinéma
- 2010 : Bas-fonds  d'Isild Le Besco
- 2014 : La Ritournelle de Marc Fitoussi
- 2021 : La Belle et le Torchon de Yan Berthemy

### Télévision
- 2008 : Ben et Thomas de Jon Carnoy
- 2010 : La Commanderie de Didier Le Pêcheur
- 2013 : Mongeville, La nuit des loups de Jacques Santamaria